# 女执事会礼拜堂

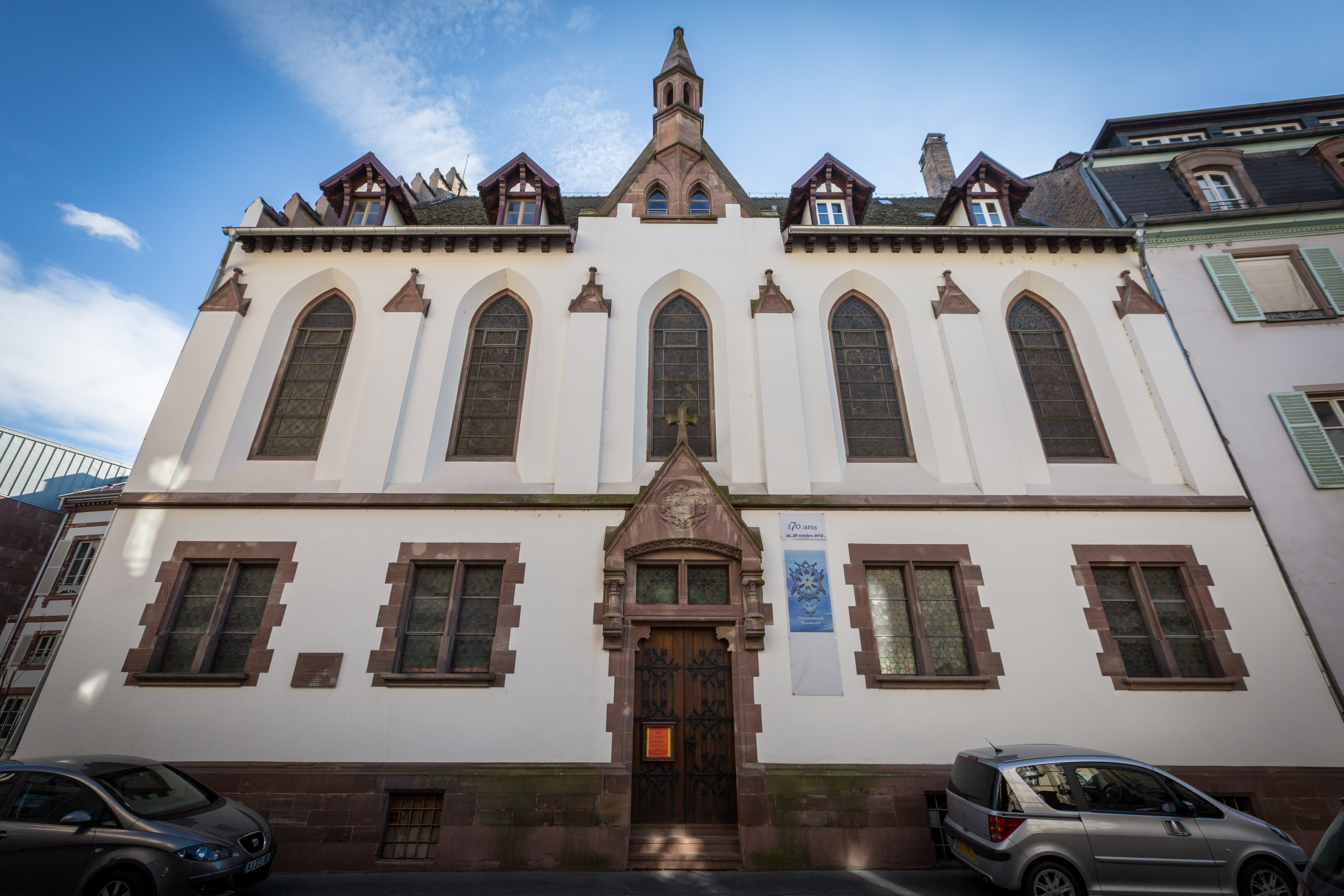
女执事会礼拜堂

女执事会礼拜堂（法语：Chapelle des Diaconesses）是一座新教教堂，属于斯特拉斯堡女执事会（法语：Diaconesses de Strasbourg）。该堂建于1905年，为哥特复兴式建筑风格，位于法国阿尔萨斯下莱茵省斯特拉斯堡芬克威勒区（Finkwiller）的圣伊丽莎白街（rue Sainte-Élisabeth）。建筑师亨利·所罗门（Henri Salomon）。

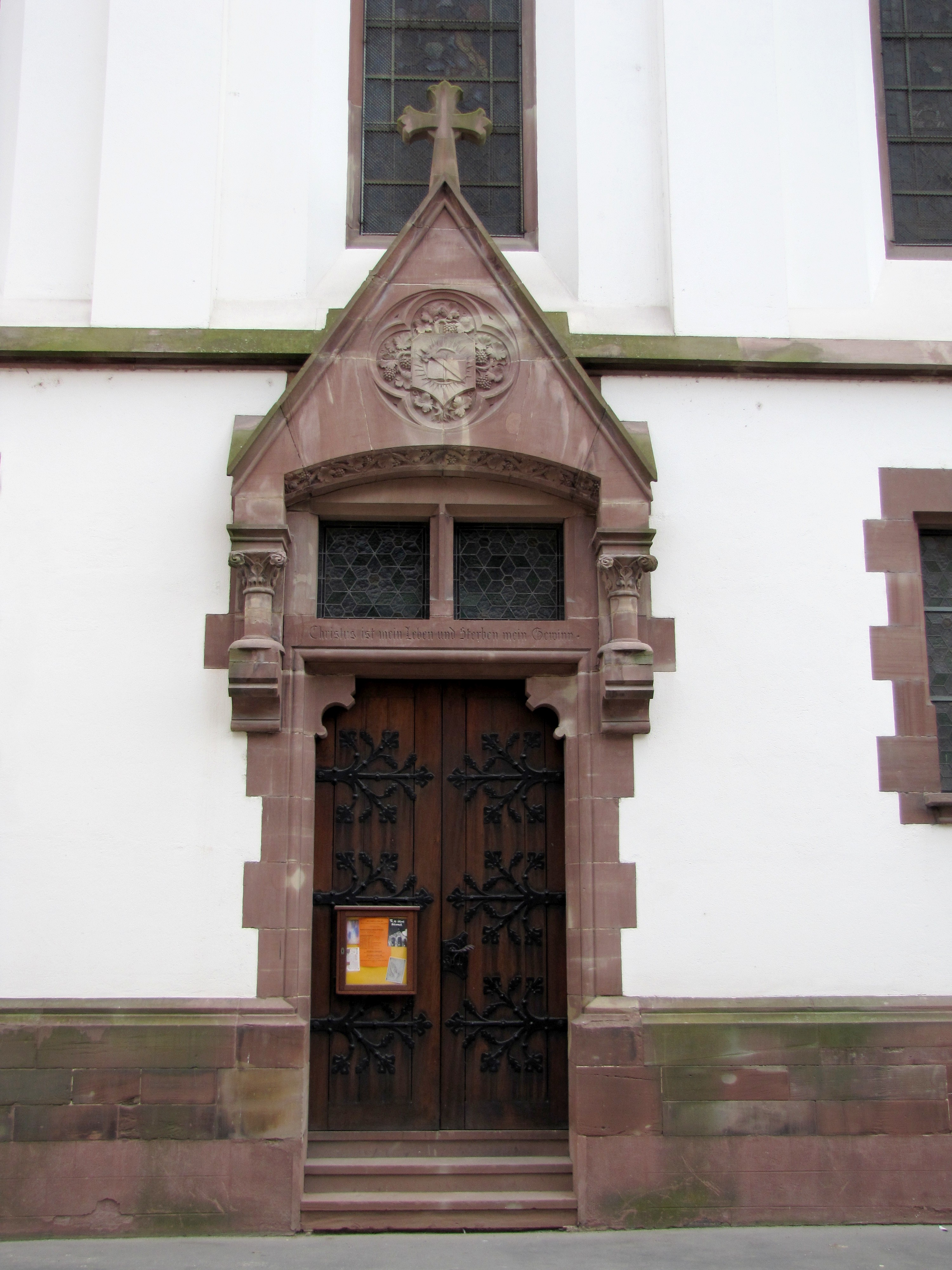
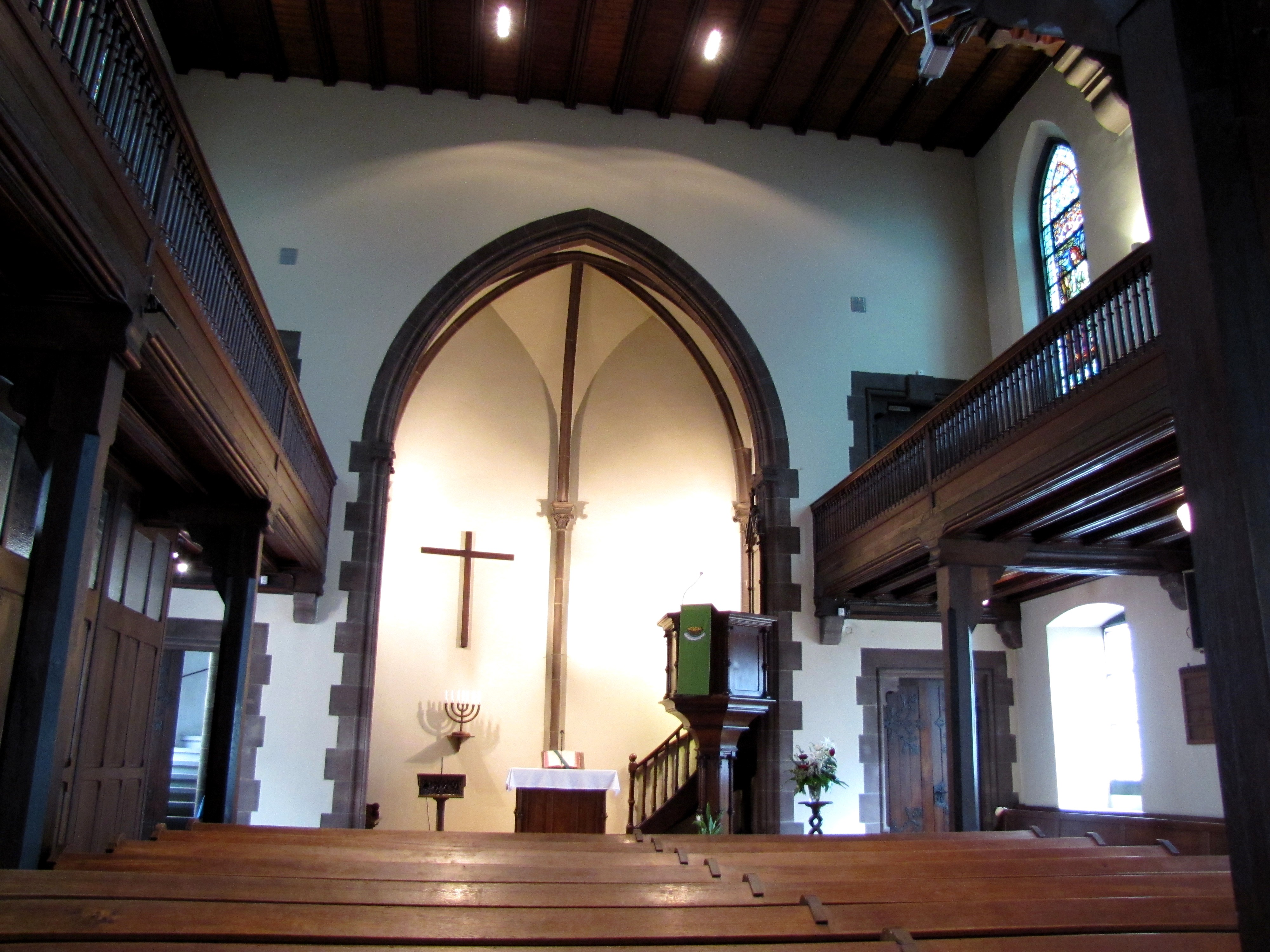
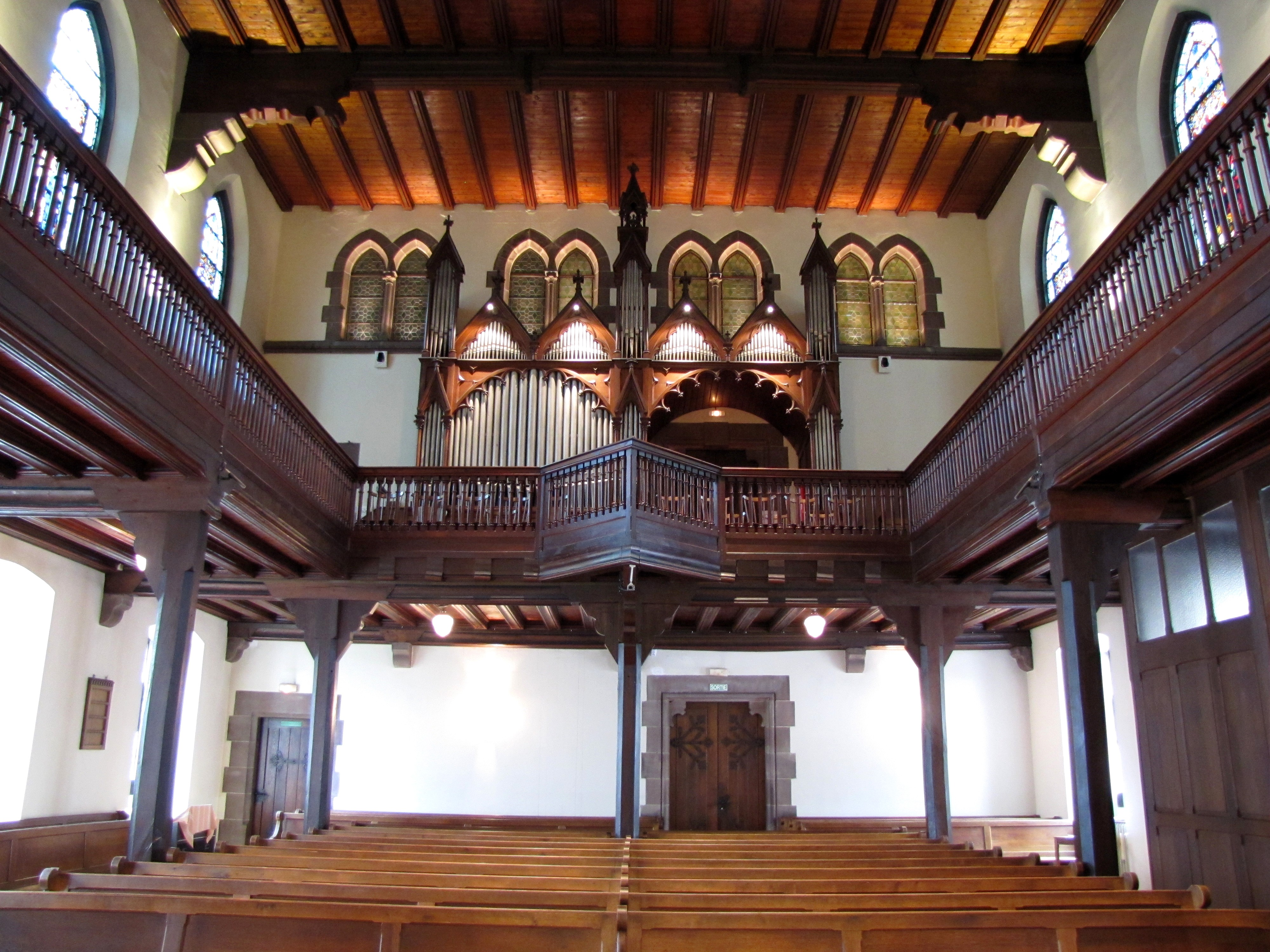
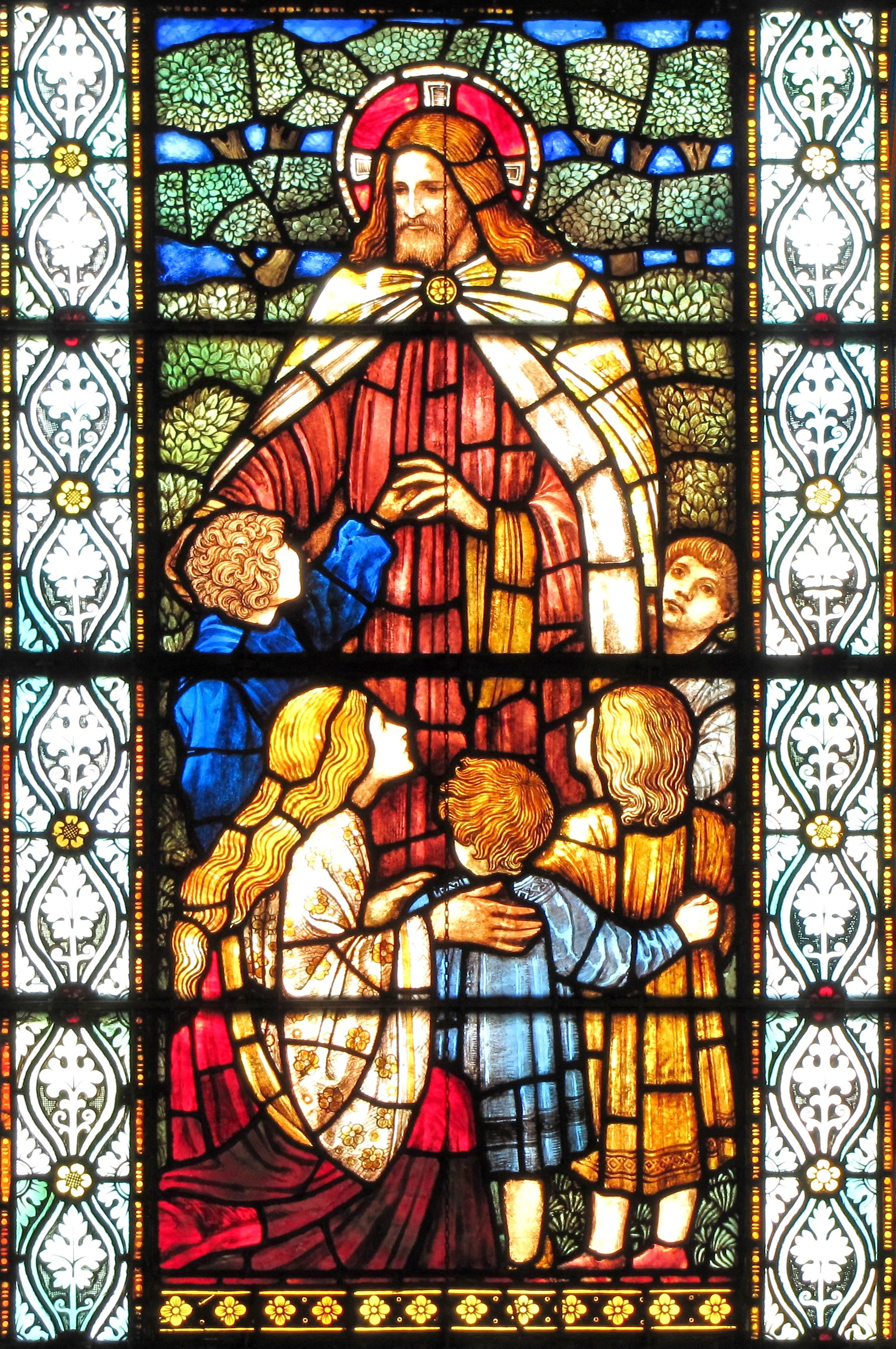